# Stipan Matijević
Stipan Matijević (Subotica, 1872.,  - 31. svibnja 1939.) je bio bački hrvatski političar iz Subotice. Autor je većeg broja članaka, eseja i studija. Po struci je bio pravnik.
Rođen u Subotici. Temeljne je škole pohađao u Subotici. U Budimpešti je završio studij prava.
Još 1894. je godine kao mladi intelektualac iz Subotice, zajedno s dr Vranjom Sudarevićem, Benom Sudarevićem, Markom Stipićem, Andrijom Stipićem i Pajom Vujkovićem osnovao udrugu bunjevačkih Hrvata Kolo mladeži. 
Bio je dužnosnikom Pučke kasine.
Dok je Beno Sudarević bio na čelu Bunjevačke stranke, stranke koja je bila osnovana na brzinu uoči samih izbora 1906. godine, 13. lipnja, članstvo je zamolilo bilježnika Fabijana Malagurskog neka im bude odvjetnik, a Vranju Sudarevića neka bude predsjednik. Sudjelovanje u ovoj novoj novoj stranci ponudili su osim to dvoje i odvjetnički pisari Stipan Matijević i Josip Vojnić Hajdukov, a osnivačkoj su sjednici nazočili Pajo Kulundžić, Andrija Pletikosić, Staniša Neorčić i drugi. Stranka je pretrpila debakl, a vodstvo je nakon toga preuzeo Benin brat Vranje Sudarević.
5. studenoga 1918., nastojanjem Blaška Rajića, u stanu odvjetnika Vladislava Manojlovića donesena je odluka da se u Subotici osnuje Bunjevačko-srpski narodni odbor. Šime Milodanović je izabran na čelo tog odbora. Među sudionicima sastanka koji su izabrali Milodanovića bio je i Stipan Matijević, a ostali su bili Blaško Rajić, braća Vladislav i Jovan Manojlović (domaćini susreta), Petar Bajić, Gavro Čović, Ilija Kujundžić, Albe Malagurski, Radivoj Miladinović, Andrija Mazić, Đurica Ognjanov, Lazar Orčić, Joso Prćić, Marko Protić, Tošo Segedinčev, Vojislav Stanković, Bogdan Svirčević, Joso Vojnić Hajduk, Ivan Vojnić Tunić i dr. Dvije trećine nazočnih bili su Hrvati, a trećina Srbi. Odlučeno je neka se osnuje narodna straža, čiji su pripadnici išli ulicama noseći hrvatske oznake. Odbor je raspušten 26. prosinca 1918. odlukom Narodne uprave za Bačku, Banat i Baranju.
1918. je godine obnašao dužnost subotičkog gradonačelnika. Bio je prvi gradonačelnik i veliki župan u Subotici poslije Prvog svjetskog rata. Istu je dužnost nešto poslije njega obnašao Vranje Sudarević (od 1920. godine). Postavljen je odlukom Narodne uprave iz Novog Sada. Na dužnosti je naišao na protivljenje Luke Pletikosića koji je bio mađarofil i Suboticu je smatrao dijelom Mađarske pa je zbog toga odbio predati Matijeviću dužnost. Dužnost gradonačelnika i velikog župana obnašao je u isto vrijeme. Nakon smjene bio je javni bilježnik.
1928. je godine objavio memoarsko djelo Događaji koji su se odigrali za vreme mog javnog delovanja.
Matijević je odlikovan ordenima Svetog Save III. reda 1925. godine, ordenom Jugoslavenske krune IV. reda i ordenom Bijelog orla V. reda.

## Djela
- Argumenti za očuvanje i održanje Trijanonskog mirovinskog ugovora, 1932.